# Temporada da PLK de 2023-24
A Temporada da Liga Polonesa de Basquetebol de 2023–24, também conhecida como ORLEN Basket Liga por motivos de patrocinadores, foi a 90ª edição da principal competição da modalidade no país. A equipe do King Szczecin defende seu título polonês.

## Participantes
| Clube                               | Localização         | Arena                              | Capacidade |
| ----------------------------------- | ------------------- | ---------------------------------- | ---------- |
| Anwil Włocławek                     | Włocławek           | Hala Mistrzów                      | 4 200      |
| Arged BM Stal Ostrów Wielkopolski   | Ostrów Wielkopolski | Hala Sportowa Stal                 | 1 200      |
| Arriva Twarde Pierniki Toruń        | Toruń               | Hala Widowiskowo-Sportowa          | 6 248      |
| Dziki Warszawa                      | Varsóvia            | OSiR Bemowo                        | 1 000      |
| Enea Zastal BC Zielona Góra         | Zielona Góra        | CRS Hall Zielona Góra              | 6 080      |
| Grupa Sierleccy Czarni Słupsk       | Słupsk              | Hala Gryfia                        | 2 500      |
| King Szczecin                       | Szczecin            | Azoty Arena                        | 7 403      |
| Legia Varsóvia                      | Varsóvia            | OSiR Bemowo                        | 1 000      |
| MKS Dąbrowa Górnicza                | Dąbrowa Górnicza    | Centrum Hall                       | 2 944      |
| PGE Spójnia Stargard                | Stargard            | Hala Miejska                       | 2 500      |
| Polski Cukier Start Lublin          | Lublin              | Globus                             | 5 000      |
| Sewertronics Sokół Łańcut           | Łańcut              | MOSiR Łańcut                       |            |
| Krajowa Grupa Spozywcza Arka Gdynia | Gdynia              | Gdynia Sports Arena                | 5 500      |
| Tauron GTK Gliwice                  | Gliwice             | Centrum Sportowo-Kulturalne Łabędź | 400        |
| Trefl Sopot                         | Sopot               | Ergo Arena                         | 15 000     |
| WKS Śląsk Wrocław                   | Breslávia           | Hala Orbita                        | 3 000      |

Fonte: plk.pl>Drużyny>WYBIERZ SEZON>2023/2024
- Promovido da Liga I (segunda divisão)
- Atual campeão da Energa Basket Liga
- Atual campeão da Copa da Polônia
- Atual campeão da Supercopa da Polônia

## Temporada regular

### Classificação Temporada Regular
| Pos. | Clube                                | P  | J  | V-D     | Casa   | Fora   | P+ -P-      | SP   | Classificação            |
| ---- | ------------------------------------ | -- | -- | ------- | ------ | ------ | ----------- | ---- | ------------------------ |
| 1    | Anwil Włocławek                      | 53 | 30 | 23 - 7  | 12 - 3 | 11 - 4 | 2585 - 2312 | 29/9 | Playoffs                 |
| 2    | Trefl Sopot                          | 51 | 30 | 21 - 9  | 9 - 6  | 12 - 3 | 2570 - 2385 | 3/7  | Playoffs                 |
| 3    | Arged BM Stal Ostrów Wielkopolski    | 49 | 30 | 19 - 11 | 11 - 4 | 8 - 7  | 2641 - 2417 | 11/8 | Playoffs                 |
| 4    | King Szczecin                        | 49 | 30 | 19 - 11 | 6 - 9  | 13 - 2 | 2701 - 2534 | 15/6 | Playoffs                 |
| 5    | Legia Varsóvia                       | 49 | 30 | 19 - 11 | 9 - 6  | 10 - 5 | 2587 - 2473 | 23/4 | Playoffs                 |
| 6    | WKS Śląsk Wrocław                    | 47 | 30 | 17 - 13 | 10 - 5 | 7 - 8  | 2393 - 2469 | -76  | Playoffs                 |
| 7    | MKS Dąbrowa Górnicza                 | 46 | 30 | 16 - 14 | 8 - 7  | 8 - 7  | 2887 - 2755 | 11-5 | Playoffs                 |
| 8    | PGE Spójnia Stargard                 | 46 | 30 | 16 - 14 | 10 - 5 | 6 - 9  | 2453 - 2333 | 29/4 | Playoffs                 |
| 9    | Polski Cukier Pszczółka Start Lublin | 46 | 30 | 16 - 14 | 9 - 6  | 7 - 8  | 2720 - 2707 | 12/1 |                          |
| 10   | Dziki Warszawa                       | 46 | 30 | 16 - 14 | 8 - 7  | 8 - 7  | 2347 - 2382 | -35  |                          |
| 11   | Icon Sea Czarni Słupsk               | 44 | 30 | 14 - 16 | 8 - 7  | 6 - 9  | 2332 - 2395 | -63  |                          |
| 12   | Arriva Twarde Pierniki Toruń         | 43 | 30 | 13 - 17 | 8 - 7  | 5 - 10 | 2428 - 2520 | -92  |                          |
| 13   | Krajowa Grupa Spozywcza Arka Gdynia  | 39 | 30 | 9 - 21  | 6 - 9  | 3 - 12 | 2452 - 2753 | -301 |                          |
| 14   | Tauron GTK Gliwice                   | 39 | 30 | 9 - 21  | 3 - 12 | 6 - 9  | 2577 - 2729 | -152 |                          |
| 15   | Enea Zastal Zielona Góra             | 38 | 30 | 8 - 22  | 3 - 12 | 5 - 10 | 2468 - 2737 | -269 |                          |
| 16   | Muszynianka Domelo Łańcut            | 35 | 30 | 5 - 25  | 3 - 12 | 2 - 13 | 2413 - 2653 | -240 | Rebaixados para a I Liga |

### Resultados
| Casa\Visitante                      | ANW   | ARG    | ARR    | DZI    | ENE    | SLU    | KIN     | LEG     | MKS     | PGE     | POL    | LAN     | KRA    | TAU     | TRE     | WKS    |
| ----------------------------------- | ----- | ------ | ------ | ------ | ------ | ------ | ------- | ------- | ------- | ------- | ------ | ------- | ------ | ------- | ------- | ------ |
| Anwil Włocławek                     |       | 97-86  | 91-70  | 78-66  | 75-93  | 75-60  | 88-90   | 74-76   | 97-91   | 78-69   | 100-71 | 88-71   | 97-66  | 96-73   | 91-83   | 80-74  |
| Arged BM Stal Ostrów Wielkopolski   | 89-87 |        | 98-80  | 68-75  | 126-60 | 106-77 | 86-95   | 71-53   | 103-102 | 77-73   | 96-93  | 89-77   | 89-79  | 89-96   | 70-71   | 108-51 |
| Arriva Twarde Pierniki Toruń        | 78-83 | 57-76  |        | 72-80  | 85-74  | 83-82  | 92-88   | 70-83   | 79-89   | 72-97   | 98-84  | 81-69   | 101-86 | 104-83  | 69-80   | 78-75  |
| Dziki Warszawa                      | 67-95 | 86-65  | 78-56  |        | 61-74  | 83-96  | 75-84   | 96-86   | 82-76   | 70-67   | 86-71  | 93-85   | 83-81  | 87-88   | 75-80   | 71-80  |
| Enea Zastal BC Zielona Góra         | 73-83 | 87-92  | 89-110 | 91-97  |        | 89-80  | 79-90   | 71-92   | 91-104  | 105-93  | 91-103 | 86-84   | 73-78  | 94-99   | 85-97   | 76-80  |
| Icon Sea Czarni Słupsk              | 58-83 | 65-85  | 90-65  | 59-66  | 73-69  |        | 74-78   | 82-80   | 92-90   | 61-81   | 77-81  | 92-90   | 93-82  | 72-81   | 74-65   | 78-53  |
| King Szczecin                       | 92-93 | 81-85  | 70-92  | 90-72  | 70-85  | 82-86  |         | 84-85   | 86-106  | 101-103 | 81-85  | 85-79   | 91-73  | 112-86  | 79-84   | 89-84  |
| Legia Varsóvia                      | 96-87 | 88-96  | 91-84  | 61-62  | 90-72  | 94-84  | 89-96   |         | 93-86   | 89-78   | 75-92  | 87-78   | 87-67  | 83-81   | 70-85   | 82-98  |
| MKS Dąbrowa Górnicza                | 84-87 | 85-89  | 85-92  | 116-83 | 100-93 | 77-84  | 103-101 | 86-103  |         | 98-106  | 112-87 | 100-90  | 107-86 | 122-115 | 101-106 | 82-80  |
| PGE Spójnia Stargard                | 64-70 | 65-62  | 73-84  | 64-56  | 94-72  | 77-65  | 69-78   | 81-87   | 83-93   |         | 86-81  | 77-56   | 91-54  | 86-76   | 80-73   | 93-67  |
| Polski Cukier Start Lublin          | 88-80 | 78-100 | 102-85 | 11-884 | 91-95  | 77-86  | 93-98   | 92-112  | 114-102 | 110-108 |        | 99-83   | 98-88  | 100-93  | 84-85   | 102-85 |
| Muszynianka Domelo Łańcut           | 64-88 | 85-80  | 93-87  | 58-68  | 88-89  | 88-74  | 74-96   | 71-82   | 96-98   | 73-86   | 78-88  |         | 74-77  | 71-96   | 79-82   | 84-91  |
| Krajowa Grupa Spozywcza Arka Gdynia | 85-89 | 102-95 | 83-79  | 69-94  | 86-81  | 67-84  | 84-103  | 104-102 | 82-104  | 86-96   | 90-82  | 115-118 |        | 100-87  | 72-92   | 78-117 |
| Tauron GTK Gliwice                  | 77-88 | 81-94  | 92-76  | 87-94  | 90-92  | 100-79 | 79-105  | 100-105 | 73-110  | 76-74   | 83-86  | 87-100  | 73-84  |         | 79-80   | 86-87  |
| Trefl Sopot                         | 76-71 | 88-76  | 78-80  | 96-85  | 124-74 | 81-90  | 92-98   | 77-69   | 110-102 | 88-70   | 73-82  | 94-78   | 85-69  | 79-85   |         | 79-82  |
| WKS Śląsk Wrocław                   | 82-96 | 103-95 | 78-69  | 78-72  | 77-66  | 67-65  | 60-83   | 68-97   | 72-76   | 75-69   | 97-95  | 98-79   | 88-79  | 80-75   | 66-87   |        |

## Equipes rebaixadas
- Muszynianka Domelo Łańcut[5]

## Playoffs

### Confrontos

#### Quartas de final
| Time 1                            | Série | Time 2               | 1º Jogo | 2º Jogo | 3º Jogo  | 4º Jogo  | 5º Jogo |
| --------------------------------- | ----- | -------------------- | ------- | ------- | -------- | -------- | ------- |
| Anwil Włocławek                   | 2 - 3 | PGE Spójnia Stargard | 89 - 70 | 98 - 84 | 82 - 86  | 68 - 86  | 77 - 81 |
| King Szczecin                     | 3 - 1 | Legia Varsóvia       | 85 - 80 | 80 - 77 | 88 - 90  | 99 - 84  | -       |
| Trefl Sopot                       | 3 - 1 | MKS Dąbrowa Górnicza | 97 - 78 | 82 - 81 | 84 - 92  | 101 - 93 | -       |
| Arged BM Stal Ostrów Wielkopolski | 2 - 3 | WKS Śląsk Wrocław    | 76 - 85 | 81 - 64 | 97 - 102 | 84 - 74  | 81 - 83 |

#### Semifinal
| Time 1               | Série | Time 2            | 1º Jogo  | 2º Jogo | 3º Jogo | 4º Jogo | 5º Jogo |
| -------------------- | ----- | ----------------- | -------- | ------- | ------- | ------- | ------- |
| PGE Spójnia Stargard | 0 - 3 | King Szczecin     | 86 - 104 | 72 - 78 | 75 - 88 | -       | -       |
| Trefl Sopot          | 3 - 1 | WKS Śląsk Wrocław | 78 - 54  | 88 - 70 | 70 - 76 | 81 - 77 | -       |

#### Decisão de terceiro colocado
| Time 1               | Agregado  | Time 2            | 1º Jogo | 2º Jogo |
| -------------------- | --------- | ----------------- | ------- | ------- |
| PGE Spójnia Stargard | 168 - 175 | WKS Śląsk Wrocław | 83 - 88 | 85 - 87 |

#### Final
| Time 1        | Série | Time 2      | 1º Jogo | 2º Jogo | 3º Jogo | 4º Jogo | 5º Jogo | 6º Jogo  | 7º Jogo |
| ------------- | ----- | ----------- | ------- | ------- | ------- | ------- | ------- | -------- | ------- |
| King Szczecin | 3 - 4 | Trefl Sopot | 82 - 73 | 81 - 84 | 75 - 59 | 81 - 76 | 84 - 88 | 80 - 101 | 71 - 77 |

### Premiação
| PLK Orlen Liga 2023-24 |
| ---------------------- |
| Trefl Sopot 1º Título  |

## Supercopa da Polônia de 2023
| 20 de setembro de 2023 19:00 | relatório | Trefl Sopot                                   | 90–92 | King Szczecin |  |  |  |
| 20 de setembro de 2023 19:00 | relatório | Placar por quarto: 24-20, 18-22, 29-28, 21-20 |       |               |  |  |  |

### Premiação
| Pekao S.A. Superpuchar Polski 2023 |
| ---------------------------------- |
| King Szczecin 1º Título            |

## Copa da Polônia - Radom 2024

### Confrontos

#### Quartas de final
| Time 1                               | Placar   | Time 2                       |
| ------------------------------------ | -------- | ---------------------------- |
| Polski Cukier Pszczółka Start Lublin | 83 - 112 | Legia Varsóvia               |
| Trefl Sopot                          | 85 - 65  | King Szczecin                |
| Anwil Włocławek                      | 90 - 89  | Arriva Twarde Pierniki Toruń |
| BM Stal Ostrów Wielkopolski          | 87 - 82  | Icon Sea Czarni Słupsk       |

#### Semifinal
| Time 1          | Placar  | Time 2                      |
| --------------- | ------- | --------------------------- |
| Legia Varsóvia  | 96 - 81 | Trefl Sopot                 |
| Anwil Włocławek | 85 - 94 | BM Stal Ostrów Wielkopolski |

#### Final
| Time 1         | Placar  | Time 2                      |
| -------------- | ------- | --------------------------- |
| Legia Varsóvia | 94 - 71 | BM Stal Ostrów Wielkopolski |

### Premiação
| Pekao S.A. Puchar Polski 2024 |
| ----------------------------- |
| Legia Varsóvia 3º Título      |

MVP do torneio:  Aric Holman 

## Clubes poloneses em competições europeias
| Clube                | Competição        | Resultado                                                                         |
| -------------------- | ----------------- | --------------------------------------------------------------------------------- |
| WKS Śląsk Wrocław    | EuroCopa          | Eliminado - como 10º colocado no Gr. B (2v-16d)                                   |
| King Szczecin        | Liga dos Campeões | Eliminado - como 4º colocado no Gr. D (2v-4d)                                     |
| Legia Varsóvia       | Liga dos Campeões | Eliminado - como semifinalista da classificatória 3 para Monbus Obradoiro (66-74) |
| Anwil Włocławek      | Copa Europeia     | Eliminado - como 2º colocado no Gr. B (3v-3d)                                     |
| PGE Spójnia Stargard | Copa Europeia     | Eliminado - como 2º colocado no Gr. H (3v-3d)                                     |
| Legia Varsóvia       | Copa Europeia     | Eliminado - nos Playoffs para Bilbao Basket (83-64;53-81)                         |